# La ballata del caffè triste
La ballata del caffè triste (The Ballad of the Sad Café) è un film del 1991 diretto da Simon Callow, tratto dall'omonima opera teatrale scritta nel 1962 dal drammaturgo statunitense Edward Albee, a sua volta adattamento del racconto di Carson McCullers del 1951.
È stato proiettato in anteprima alla 41ª edizione del Festival internazionale del cinema di Berlino.

## Trama
Georgia, anni venti. Miss Amelia è la matura proprietaria di un emporio, una donna dura e indipendente che per sopravvivere produce liquori di contrabbando che poi vende alla comunità locale. La sua asprezza sembra mitigarsi quando arriva il cugino Lymon, un essere deforme e quanto mai loquace che porta un po' di allegria nel paese e cerca di convincere la donna a trasformare il suo locale in un caffè. Ma la breve parentesi di euforia viene interrotta dal ritorno di Marvin Macy, ex marito di Amelia cacciato di casa la sera stessa delle nozze e incarcerato per rapina, venuto per vendicare il vecchio affronto. Lymon è attratto dal carattere strafottente di Marvin e cerca di ingraziarselo in ogni modo, nonostante i maltrattamenti cui questo lo sottopone. La situazione si protrae fino ad una memorabile scazzottata tra gli ex coniugi: Amelia sembra prevalere ma Marvin viene soccorso da Lymon. Divenuti amici, i due festeggiano distruggendo il locale e incendiando la distilleria. Molti anni dopo, l'anziana Amelia ripensa al suo passato, mentre Marvin è di nuovo in galera.

## Produzione

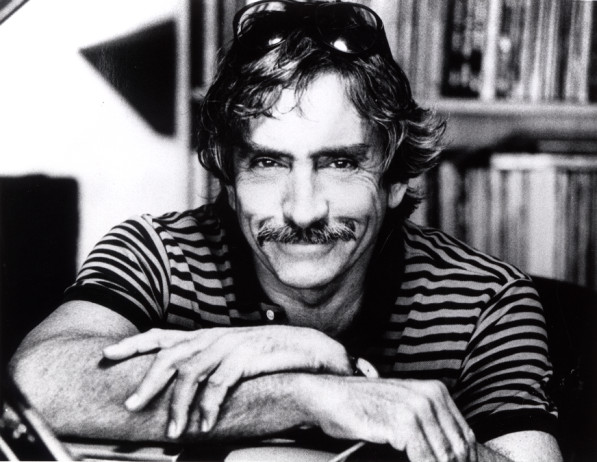
Il drammaturgo Edward Albee, autore dell'adattamento teatrale del racconto di Carson McCullers.

Ismail Merchant ricevette nel 1972 una copia del racconto di Carson McCullers dall'amico e collega Anthony Korner. Merchant ne rimase colpito ma scoprì che l'autrice aveva ceduto i diritti al drammaturgo Edward Albee, che aveva messo in scena la storia a Broadway nel 1962. Il produttore acquistò un'opzione sui diritti solo nel 1988 e portò avanti il progetto fuori dalla abituale collaborazione con James Ivory e Ruth Prawer Jhabvala, riuscendo a fatica ad ottenere i finanziamenti grazie all'ingresso nel progetto di Channel 4 e della Angelika Films di Joseph Saleh.
Una volta che Michael Hirst ebbe terminata la sceneggiatura, Albee espresse alla produzione i suoi dubbi riguardo a quello che secondo lui era il vero significato dell'opera: «Non è la storia di una donna timida, sessualmente repressa, dominata da un brutale teppistello. È la storia di due persone che, per quanto poco chiaro sia per loro, sono impegnate in una bizzarra "grande passione", l'unica vera possibilità per qualcosa di molto speciale nella loro vite, l'unica opportunità per entrambi di realizzare pienamente se stessi. È questa qualità, questa consapevolezza che raggiunge il mito e che rende ciò che accade quando Marvin Macy ritorna così toccante, così inevitabile, la materia della vera tragedia. È questo che manca alla sceneggiatura. Com'è adesso, un delinquente da due soldi viene rifiutato, ritorna e fa il suo lavoro sporco. Questo non è quello che la McCullers intendeva, non è quello che intendevo io, e non è quello che la sceneggiatura dovrebbe offrire».
La regia fu affidata all'attore inglese Simon Callow, al suo debutto dietro la macchina da presa, che trovò l'opera teatrale troppo "prolissa" ed eliminò la figura del narratore e alcuni dialoghi originari ritenuti superflui. I ruoli dei protagonisti, interpretati a teatro da Colleen Dewhurst e Sam Shepard, furono affidati a Vanessa Redgrave e Keith Carradine.

## Distribuzione
Dopo l'anteprima del febbraio 1991 al Festival di Berlino, il film è stato proiettato al New Directors/New Films Festival di New York (28 marzo) e distribuito nel Regno Unito dal 3 maggio 1991. Il 29 maggio 1993 è stato mostrato al Festival del cinema di Adelaide.

### Date di uscita
- Germania (Die Ballade vom traurigen Cafe) – 25 aprile 1991
- Regno Unito (The Ballad of the Sad Café) – 3 maggio 1991
- Stati Uniti (The Ballad of the Sad Café) – Giugno 1991
- Francia (The Ballad of the Sad Café) – 26 agosto 1992
- Portogallo (A Balada das Paixões) – 13 novembre 1992
- Australia (Die Ballade vom traurigen Cafe) – 23 aprile 1993

## Accoglienza

### Critica
Il sito Rotten Tomatoes riporta il 67% di recensioni professionali con giudizio positivo e un voto medio di 6,1 su 10.
Il critico Jonathan Rosenbaum ha scritto sul Chicago Reader: «I tre protagonisti sono superbi, con gli eccellenti Rod Steiger e Austin Pendleton in ruoli minori. Se Callow concede alle sue star un po' troppi primi piani, fa comunque un lavoro meritevole nel cercare di farci credere a una storia difficile da immaginare senza la delicata tessitura della prosa di Carson McCullers».
Più critico è stato Owen Gleiberman di Entertainment Weekly: «La ballata del caffè triste si presenta come una serie di enigmi lunari: è come un episodio di I segreti di Twin Peaks in cui i personaggi abbastanza sani di mente hanno lasciato la città. Visivamente, però, Callow mostra un talento per il barocco iperrealista. Se avesse applicato la sua sinistra sensibilità teatrale a una storia che sembrasse davvero svolgersi su questo pianeta, avrebbe potuto essere un regista da seguire».

## Colonna sonora
La colonna sonora è stata composta da Richard Robbins, autore abituale delle musiche dei film Merchant-Ivory, e distribuita nel 1991 dalla I.R.S. Records. Ai brani hanno partecipato la violinista Nollaig Casey, il musicista e cantautore Davy Spillane al flauto, il bluesman W. C. Clark e Keith Carradine alla voce (quest'ultimo anche alla slide guitar).

### Tracce
Testi e musiche di Richard Robbins, tranne dove diversamente indicato.
1. The Ballad of the Sad Café – 3:15
2. Amelia's Work – 2:44
3. To the Still/Lymon's Arrival – 8:16
4. Off to Cheehaw – 1:50
5. Amelia and Lymon – 2:06
6. The Cafe – 2:43
7. Amelia and Marvin – 5:35
8. Marvin's Return – 2:28
9. Sweet Peaches – 3:51 (Keith Carradine, Richard Robbins)
10. Soaring Birds – 3:00
11. Defeat and Destruction – 8:04
12. End Credits – 2:58